# Ceratomyxa constricta
Ceratomyxa constricta is een microscopische parasiet uit de familie Ceratomyxidae. Ceratomyxa constricta werd in 1923 beschreven door Fujita. 